# Enotri
Gli Enotri (in greco: Οἰνωτροί) erano un antico popolo italico dell'Italia meridionale, precedente la seconda colonizzazione greca in un territorio di notevoli dimensioni, che da questi prese il nome, Enotria (dal nome di Enotro figlio di Licaone), comprendenti il Cilento, parte della Basilicata e la Calabria.
Dionigi di Alicarnasso disse che gli Enotri furono i più antichi colonizzatori provenienti dalla Grecia. Sono le popolazioni connesse col racconto della nascita e della storia delle colonie elleniche della Magna Grecia, persistenti nei racconti fino alla prima metà del V sec. a.C., quando ad esse subentrano le popolazioni osche: Campani, Sanniti, Lucani, Bruttii. Sul loro conto il confronto delle fonti archeologiche, epigrafiche e numismatiche, letterarie non manca del tutto e rende comunque conto della percezione di tali realtà che le varie colonie magno-greche, a contatto con quei contesti, dovevano per forza possedere.
L’Oinotrìa, secondo le fonti di Strabone, comprendeva tutto un insieme di popolazioni, distribuite nello spazio che andava dal fiume Sele e da Poseidonia fino a Metaponto e al golfo di Taranto; esse erano, dunque, quelle incontrate, al momento del loro insediamento in Italia meridionale, dagli Achei così come dai Locresi e dai Calcidesi di Reggio. La loro presenza in quest’area è confermata nella Lucania, per Elea, nella Calabria tirrenica e nel Reggino, sulla costa ionica, per tutto lo spazio dalla Locride e dalla Crotoniatide fino alla Sibaritide, alla Siritide e al Metapontino. L’area è quella dell’antica Italia, intesa come terra di Oinotroi.

## Origini
In mancanza di fonti dirette, le vicende storiche degli Enotri, come di altri popoli preromani, possono essere ricostruite unicamente sulla base delle notizie fornite da autori posteriori romani e greci, dei dati della toponomastica e dell'archeologia. Gli Enotri sarebbero giunti in Italia alle soglie dell'Età del ferro (XI secolo a.C.), e si distinsero, secondo Antioco, in diverse articolazioni: Ausoni, Siculi, Morgeti e Choni: è chiaro, dunque, che Oinotrìa è una definizione comprensiva di diverse realtà locali, le quali tutte confluivano nell’unica definizione di Enotri. Su questa stessa linea si muove anche Aristotele che nello spazio dell’Oinotrìa-Italìa colloca, da un lato, Ausoni/Opici, dall’altro, Choni.
Gli antichi storici greci dicevano che provenivano, all'inizio dell'Età del ferro (XI secolo a.C.), dalla Grecia insieme ad altri popoli dello stesso gruppo etnico attraverso il Canale d'Otranto. Per gli storici romani, furono di antica stirpe greca del Peloponneso (XV-XII secolo a.C.), e per lo storico siceliota Antioco di Siracusa furono il primo popolo antico in Italia di cui si ebbe notizia.
Secondo una visione continuista, gli Enotri rappresenterebbero il ramo meridionale di uno strato etno-linguistico molto antico e diverso da quello proto-latino, che avrebbe occupato l'area tirrenica dalla Liguria alla Sicilia (strato ligure-sicano).
Il glottologo e linguista italiano Giacomo Devoto ne ipotizzò un'origine balcanica proto-Illirica. In ogni caso, stando ad Antonino Liberale (autore greco del II secolo d.C.), il loro arrivo provocò la fuga degli Elimi in Sicilia. Secondo prove archeologiche gli Enotri erano un popolo autoctono Calabrese  Dagli Enotri, si sarebbero poi distinte le popolazioni degli Itali, Morgeti e Siculi.
(Antioco, FGrHist 555 F 9, in Dion. Hal., Antichità romane, I, 12, 3.)

## Dagli Ausoni agli Enotri
Dionigi di Alicarnasso (1 II, 2-4; 12,1), nelle fonti storiche.
Si era dunque formato nei secoli anteriori allo sbarco dei Greci, un agglomerato più ampio con il nome di Rhēgíōn (Ρηγίων), e prima ancora noto come Erythrá (Ερυθρά), abitato in epoche diverse da popoli appartenenti alle stirpi degli Ausoni, degli Enotri e infine degli Itali-Morgeti.
Dionigi d'Alicarnasso e Diodoro Siculo ci dicono che gli Ausoni erano stanziati nella zona di Reggio già intorno al XVI secolo a.C. Mentre gli Itali, secondo molte fonti tra cui lo stesso Dionigi, Tucidide e Virgilio, dicono che questi ultimi erano un ramo degli Enotri, e che i Morgeti non avevano seguito la maggioranza del loro popolo nel passaggio alla vicina Sicilia (dando poi il loro nome all'isola).
(Virgilio, Eneide III, 164)
Intorno al X secolo a.C., giunsero nell'area catanzarese gli Enotri, che da un secolo circa si stavano stabilendo in Italia. L'integrazione con le popolazioni locali fu pacifica e consentì un ulteriore aumento della popolazione soprattutto sulla costa. Alcuni ritrovamenti di antiche necropoli con iscrizioni riconducibili a questo popolo, sono avvenuti nell'attuale quartiere Germaneto, in un'area adiacente all'antica Scolacium lungo il fiume Corace. In questo periodo l'intero istmo di Catanzaro fu dominato dagli Enotri, capeggiati dal Re Enotrio Italo, che si stanziò definitivamente nella terra tra i due golfi, come affermano chiaramente Antioco da Siracusa e Aristotele:
Questo uomo si chiamò Italo che denominò per primo questa terra Italia. E quando italo si fu impadronito di questa terra dell'istmo, ed aveva molte genti che gli erano sottomesse, subito pretese anche i territori confinanti e pose sotto la sua dominazione molte città.»
(Antioco di Siracusa, V secolo a.C.)
(Aristotele, Politica, VII, 10, 2-3)
Il reale motivo per cui gli Enotri si stabilirono definitivamente in quest'area fu la sconfitta subita dai Lucani, in Puglia, Basilicata e Calabria settentrionale che spinsero questo popolo a scendere fino ad occupare parte della Calabria centro-meridionale fino all'attuale zona della piana di Gioia dove presero il nome di Ausoni da Re Siculo Ausone figlio di Re Enotrio Italo.

## Società
Vera, probabile o falsa che sia stata l'ipotesi della origine greca del loro eroe capostipite, certo è che l'elemento indigeno, così come sarà durante la colonizzazione storica degli Achei e sempre nella storia di tutti i popoli, giocò un ruolo fondamentale nello sviluppo di una civiltà che costituì l'embrione di quella magnogreca poi, romana dopo e occidentale infine.

### Organizzazione politica
L'organizzazione politica degli Enotri fu prevalentemente di tipo oligarchico – monarchico e, soprattutto federativo. Più villaggi, correlati tra loro da vitali interessi, costituirono e fondarono le “città”, nelle quali risiedevano le più alte istituzioni politiche e religiose: il “capo” e il “sacerdote”.
Ecateo da Mileto li descrive come un popolo di montanari, dedito alla pastorizia, che rese abitata ogni contrada della fertile terra di Ausonia.
Polibio li dice un popolo in possesso di «ogni virtù, per onestà di costumi, benignità della natura, ospitalità verso tutti, e diverso dagli altri greci per colpe e crudeltà; notevole per religioso rispetto verso gli dei».
Virgilio declama l'Enotria «terra antica, potente in armi e feconda, gli Enotri la coltivarono, ora è fama che i posteri la chiamarono Italia, dal nome del loro signore».
In quanto popolo di pastori doveva godere di grande stima e rispetto, perché nell'antichità la figura del pastore era portatrice di attributi straordinari di potenza e di saggezza. Infatti, pastore era il grande re di Creta Minosse, pastori erano i primi capi dei villaggi e delle città; pastore era ritenuto Zaleuco, il grande legislatore di Locri; gli abiti del pastore, nei canti omerici, erano vestiti dagli eroi e dalle divinità.
In quanto pastori, abitarono le zone alte e aspre della catena costiera, con propensione più verso le ubertose colline interne che verso le strette e aride coste di questo lembo tirrenico.
Per esercitare la pastorizia, disboscarono le colline e le lussureggianti e strette valli che, unitamente alle gole profonde ed alle aspre montagne, costituivano originariamente, in un tutt'uno, un'uniforme distesa boschiva.
Il disboscamento e l'acquisizione dei “misteri” della fecondazione della terra, in un ambiente naturale quanto mai propizio, crearono le premesse per un'agricoltura ricca di messi e di frutti.
La fecondità di questi luoghi di Ausonia, “terra che ogni cosa aumenta”, che moltiplica i semi ed i frutti, ben presto li attirò all'agricoltura e, quindi, all'artigianato, agevolato quest'ultimo dalla ricchezza e dalla qualità delle cave di argilla, dai primi scambi e baratti, dalle prime leggi comportamentali, dagli ordinamenti articolati di una cultura che si faceva sempre più tipicamente urbana.
Omero, che li descrive in uno stadio di civiltà avanzato, quando già il re Italo li aveva convertiti all'agricoltura ed i traffici tra Asia, Africa ed Europa li avevano collocati nel pieno centro di un turbinio di ricchezze e di idee, discorrendo del popolo dei Feaci, popolo che si ritiene idealizzazione poetica degli Enotri, li descrisse quanto mai felici, soprattutto perché vicini al regno degli dei. Le cime dei monti, per gli antichi, erano i luoghi di contatto e di convegno con le proprie divinità celesti e, per il cantore di Odisseo, il popolo che abitava le montagne e le alture doveva godere dell'inestimabile e mirabile dono di essere un “prescelto” dagli dei e di essere a loro vicino e da loro favorito.

### Insediamenti
Dionigi di Alicarnasso scrive che gli Enotri si stabilirono in diversi piccoli centri contigui, preferendo per questi le zone elevate rispetto a quelle pianeggianti.
Nelle zone interne del Cilento la popolazione indigena degli Enotri abitava intorno alla prima metà del VI secolo a.C. prima di essere sopraffatta dal popolo dei Lucani. Un tipico insediamento Cilentano del popolo degli Enotri si può osservare e studiare nel comune di Roscigno, in località Monte Pruno, dove nel 1938 venne rinvenuta una sepoltura con ricchissimo corredo funebre, la "Tomba di Monte Pruno".
Altro insediamento enotrio è venuto alla luce nella campagna di scavi del 1991-1995, a cura della Soprintendenza Archeologica della Calabria, nel Comune di Tortora in località San Brancato, alla foce del fiume Noce; in particolare è stata rinvenuta una necropoli con 38 deposizioni risalenti al periodo metà VI - metà V secolo a.C., con abbondante corredo funerario di vasi e monili (in parte esposti al museo archeologico di palazzo Casapesenna a Tortora) e una stele litica con iscrizione bustrofedica in una lingua simile all'osco e caratteri achei. Tracce dell'abitato enotrio sono venuti alla luce sul colle Palècastro di Tortora nel corso della campagna di scavi 2001-2005.
Ulteriori segni di stanziamenti di questa antica popolazione italica sono stati rinvenuti nella località Colle dei Greci, nel territorio comunale di Latronico. A seguito di plurime campagne di scavi sono state individuate diverse necropoli, con ritrovamenti di vasi di tipo greco, spade, pugnali, fuseruole, alari, statuette, elmi, ambre, bacili in bronzo. Altri insediamenti sono presenti ad Acri riconducibili al Bronzo Antico fino alla tarda Età del Ferro. Le ricognizioni sono avvenute a partire dal 1999-2002, e dal 2008-2016 ad opera della Cattedra di Protostoria dell'Università della Sapienza di Roma e dell'Università della Calabria.